# HD 126614 Ab
HD 126614 Ab，或簡稱為HD 126614 b（HIP 70623 b）是一顆環繞光譜類型K型恆星HD 126614 A的太陽系外行星，距離地球236光年，位於室女座。該行星發現於2009年11月13日。環繞母星的軌道偏心率極大，因此和母星的距離在0.94到3.61 AU之間變化。